# Вільгельм Йоганнсен
Вільгельм Йоганнсен (нім. Wilhelm Johannsen; 27 січня 1894, Ганновер — 6 листопада 1956, Кіль) — німецький військовий інженер, контрадмірал-інженер крігсмаріне (1 січня 1943).

## Біографія
Учасник Першої світової війни. Після демобілізації армії залишений на флоті. З 28 вересня 1937 року — начальник Управління військово-морського спорядження Свінемюнде. З 1 серпня 1940 року — інженер військово-морської станції «Остзе». З 20 вересня 1942 року — директор військово-морського спорядження і ремонту в Нарвіку. З 5 лютого 1944 року — комендант арсеналу ВМС в Тронгеймі. 21 лютого 1945 року переданий в розпорядження головнокомандувача флотом на Балтійському морі. 8 травня 1945 року взятий в полон союзниками. В грудні 1946 року звільнений.

## Нагороди
- Залізний хрест
  - 2-го класу (16 січня 1915)
  - 1-го класу (12 липня 1920)
- Сілезький Орел 2-го ступеня
- Хрест Левенфельда 2-го класу
- Почесний хрест ветерана війни з мечами
- Медаль «За вислугу років у Вермахті» 4-го, 3-го, 2-го і 1-го класу (25 років; 2 жовтня 1936) — отримав 4 нагороди одночасно.
- Хрест Воєнних заслуг 2-го і 1-го класу з мечами